# Knut Frydenlund

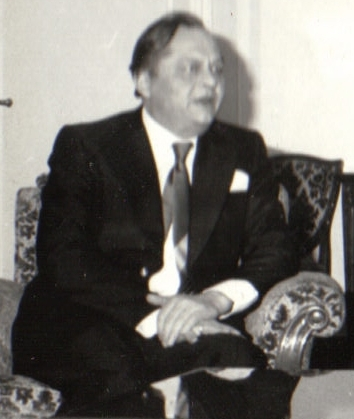
Knut Frydenlund (1979)

Knut Olav Frydenlund (* 31. März 1927 in Drammen; † 26. Februar 1987 in Oslo) war ein norwegischer Diplomat und Politiker der Arbeiderpartiet.
Frydenlund trat 1953 dem auswärtigen Dienst bei. Er war Mitglied des norwegischen Parlaments ab 1969 und wurde besonders als Verfechter einer norwegischen Mitgliedschaft in der EG bekannt. Er war königlicher norwegischer Außenminister von 1973 bis 1981 und wieder von 1986 bis zu seinem Tode 1987.

## Werke
- Politisk samarbeid i Vest-Europa, 1962
- Norsk utenrikspolitikk i etterkrigstidens internasjonale samarbeid, Tidens ekko-bøkene;2, 147 S., Norsk utenrikspolitisk institutt, 1966.
- Norge og det europeiske fellesskap, 1967
- Nato og Norge etter 25 år, 1974
- Fredelig og balansert utvikling i Arktis : viktig mål for norsk utenrikspolitikk, Nordisk Kontakt, No.14, 1974.
- Utviklingen i forholdet øst/vest, 1976
- Norsk sikkerhetspolitikk i 1980-årene, 1981
- Lille land - hva nå? : refleksjoner om Norges utenrikspolitiske situasjon, 213 S., Universitetsforlaget, 1982, ISBN 82-00-06197-3 (ib.)
- The future of East-West relations, 1986
- En bedre organisert verden, 316 S., Tiden, Oslo, 1987.